# Срефлије
Срефлије су насељено мјесто у општини Козарска Дубица, Република Српска, БиХ. Према попису становништва из 1991. у насељу је живјело 392 становника.

## Становништво
Према попису становништва из 1991. године, мјесто је имало 392 становника.
| Демографија | Демографија | Демографија |
| Година      | Становника  | Становника  |
| ----------- | ----------- | ----------- |
| 1948.       | 450         |             |
| 1953.       | 428         |             |
| 1961.       | 475         |             |
| 1971.       | 482         |             |
| 1981.       | 452         |             |
| 1991.       | 392         |             |

## Знамените личности
- Костадин Милошевић
- Биљана Чекић